# Ansley (Nebraska)
Ansley – wieś w Stanach Zjednoczonych, w stanie Nebraska, w hrabstwie Custer.